# Смешанная республика
Сме́шанная респу́блика (президе́нтско-парла́ментская респу́блика, парла́ментско-президе́нтская респу́блика, полупрезиде́нтская респу́блика) — республика, находящая баланс между президентом и парламентом.
В системе правления смешанной республики, помимо президента, во власти существует должность премьер-министра и правительство, причём правительство несёт ответственность перед законодательным органом государства. Она отличается от парламентской республики тем, что в ней есть всенародно избранный глава государства, который не является церемониальным лицом, а от президентской системы тем, что правительство, хотя и назначается президентом, несёт ответственность перед законодательным органом, который может заставить правительство уйти в отставку.
Веймарская республика (1919—1933) была примером ранней полупрезидентской республики, однако термин «полупрезидентская» был введён в 1959 году в статье журналиста Юбера Бев-Мери и популяризирован в 1978 году в работе политолога Мориса Дюверже, которые предназначались для описания французской Пятой республики (созданной в 1958 году).

## Характеристика
С одной стороны, парламент смешанной республики имеет право вынести вотум недоверия правительству, сформированному президентом. С другой стороны, президент имеет право распустить парламент и назначить внеочередные выборы (в некоторых странах парламент не может быть распущен в течение конституционно определённого срока).
Если в новом составе парламента партия президента получит большинство голосов, то сохранится «бицефальная» исполнительная власть, когда политику правительства определяет президент, при относительно слабой фигуре премьер-министра.
Если же выиграют противники президента, то, как правило, последний будет вынужден принять отставку правительства и фактически передать полномочия по формированию нового правительства лидеру партии, набравшей большинство голосов на выборах. В последнем случае президент не может существенно влиять на политику правительства, и главной политической фигурой становится премьер-министр.
Если впоследствии будет избран президент, оппозиционный парламентскому большинству, он сформирует новое правительство, и если оно не получит одобрения в парламенте, то последний может быть распущен.
Таким образом, как и в парламентарных странах, в смешанной республике правительство может работать, только когда оно опирается на поддержку парламентского большинства. Но если в парламентарных странах президент или монарх (глава государства) лишь формально назначает правительство, реально сформированное парламентской правящей партией или коалицией, то в смешанной республике избранный народом президент вправе фактически формировать своё правительство, невзирая на существующее парламентское большинство, вступать в конфликт с парламентом и добиваться его роспуска. Такое положение невозможно ни в парламентарных странах, ни в президентской республике. Поэтому смешанную республику считают самостоятельной формой правления, наряду с парламентарной и президентской.

## Примеры смешанных республик
Одной из первых республик с подобной формой правления была Веймарская республика в Германии (1919—1933 годы). Из современных государств к смешанным республикам относятся пятая республика во Франции (после 1958 года), Литва, Румыния, Украина.

## Российская Федерация
Конституция Российской Федерации 1993 года установила в России республиканскую форму правления.
Баланс властей организован так, что Президент единолично формирует Правительство РФ. При этом Государственная Дума, которая никак не влияет ни на Президента, ни на работу Правительства, вынуждена давать своё согласие на назначение Председателя Правительства под угрозой роспуска. Это приводит «к тому, что законодательная власть в России оказывается в подчинённом положении по отношению к исполнительной и разделение властей существенно нарушается». Такая форма правления характеризуется, как супер-президентская республика. Однако некоторые российские юристы высказывают мнение, что само наличие процедуры дачи согласия на назначение Председателя Правительства в Конституции говорит о смешанной республике. Такие исследователи обозначают республику в России либо как президентско-парламентскую либо как полупрезидентскую — данная дилемма является дискуссионной в науке российского конституционного права.
Президент Российской Федерации формирует Правительство Российской Федерации и решает вопрос о его отставке (ч.2 ст.117).
Государственная Дума должна одобрить предложенную Президентом кандидатуру Председателя Правительства Российской Федерации (ч. 1 ст. 111) и вправе добиваться отставки правительства, выражая ему недоверие или отказывая в доверии (ч. 3 ст. 117).
Однако, в случае трёхкратного отклонения представленных кандидатур Председателя Правительства Российской Федерации Государственной Думой Президент Российской Федерации назначает Председателя Правительства Российской Федерации, распускает Государственную Думу и назначает новые выборы (ч. 4 ст. 111). Также когда Президент не согласен с решением Государственной Думы о вотуме недоверия Правительству, если Государственная Дума в течение трёх месяцев повторно выразит недоверие Правительству Российской Федерации, Президент Российской Федерации объявляет об отставке Правительства либо распускает Государственную Думу (ч. 3 ст. 117).
Государственная Дума не может быть распущена по основаниям, предусмотренным статьёй 117 Конституции Российской Федерации, в течение года после её избрания (ч. 3 ст. 109), в период действия на всей территории Российской Федерации военного или чрезвычайного положения, в течение шести месяцев до окончания срока полномочий Президента Российской Федерации (ч. 5 ст. 109), а также с момента выдвижения ею обвинения против президента Российской Федерации до принятия соответствующего решения Советом Федерации (ч. 4 ст. 109).
Президент Российской Федерации может быть отрешён от должности Советом Федерации на основании выдвинутого Государственной Думой обвинения в государственной измене или совершении иного тяжкого преступления, подтверждённого заключением Верховного Суда Российской Федерации о наличии в действиях Президента Российской Федерации признаков преступления и заключением Конституционного Суда Российской Федерации о соблюдении установленного порядка выдвижения обвинения.
В конце 2008 года в российскую конституцию была внесена поправка, усилившая подотчётность правительства парламенту. Согласно ей Правительство России обязано представлять Государственной Думе отчёты о результатах его деятельности, в том числе по вопросам, поставленным Государственной Думой.